# Kostel svatého Klimenta (Dobřenice)
Kostel svatého Klimenta se nalézá nedaleko od Dobřenického zámku v obci Dobřenice v okrese Hradec Králové. Kostel tvoří významnou architektonickou dominantu obce Dobřenice a celého jejího okolí. Areál barokního kostela je spolu se schodištěm, ohradní zdí a barokní márnicí chráněn jako kulturní památka ČR. Národní památkový ústav tento areál uvádí v katalogu památek pod rejstříkovým číslem ÚSKP 47234/6-596.

## Historie
Současný barokní kostel svatého Klimenta nahradil roku 1740 původní gotický, částečně dřevěný kostel pocházející asi ze 13. století. Při bourání starého kostela byla nalezena autentika, dokládají existenci kostela již k roku 1336.

## Popis kostela
Barokní kostel svatého Klimenta je jednolodní obdélná stavba s hranolovou věží (vysokou 46 m) nad pravoúhlým presbytářem, po jehož stranách se nacházejí oratoř a sakristie. Západní průčelí vrcholí štítem s volutami po stranách. Ve štítě kostela se nalézá nika se sochou svatého Klimenta z doby po roce 1740.
Klenba kostelní lodi je pokryta bohatou štukovou dekorací.
Hlavní oltář svatého Klimenta je rokokový z doby kolem roku 1740. Oltářní obraz namaloval jezuitský malíř Ignác Raab, po stranách oltáře jsou sochy svatého Ivana a svatého Víta. Po stranách triumfálního oblouku je vpravo oltář svatého Jana Nepomuckého a naproti němu kazatelna se zpovědnicí pod ní. Barokní varhany pro kostel zhotovil roku 1760 Pavel František Horák (1727-1822), varhanář z Kutné Hory. Uprostřed kostela je hrobka rodu Dobřenských. Před kostelem se ze strany zámku nachází dvouramenné schodiště s barokními sochami svatého Prokopa a svatého Ivana z doby kolem roku 1740. U ohradní zdi se u silnice nalézá barokní márnice.
Původní hřbitov kolem kostela byl zrušen, zachována byla pouze hrobka Löwensteinů z roku 1936 s podzemní kryptou. Kolem ní je v kostelní zdi zazděna řada renesančních náhrobků, mladší náhrobky z 19. století jsou zazděny ve hřbitovní zdi.

## Fotogalerie

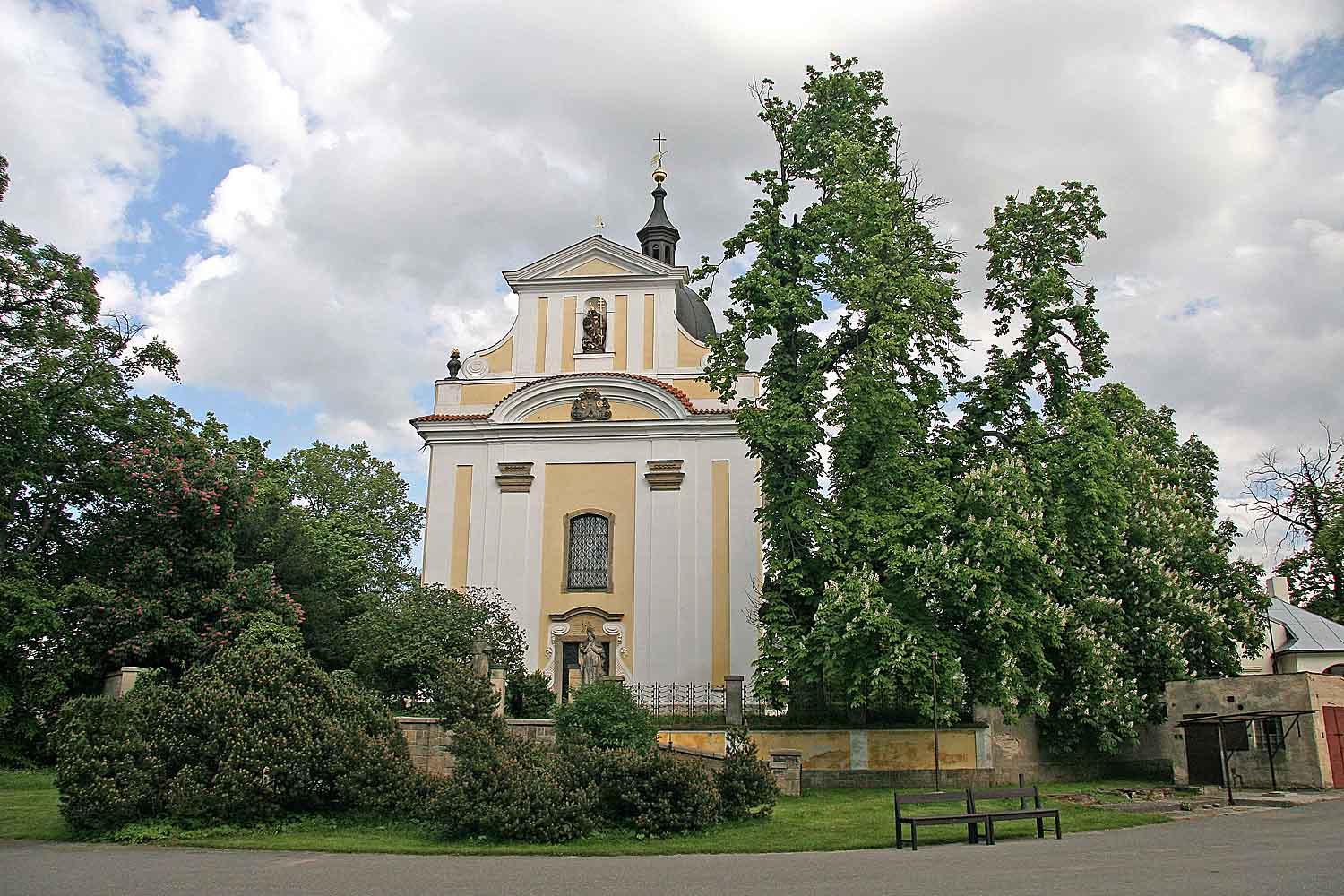
kostel od zámku
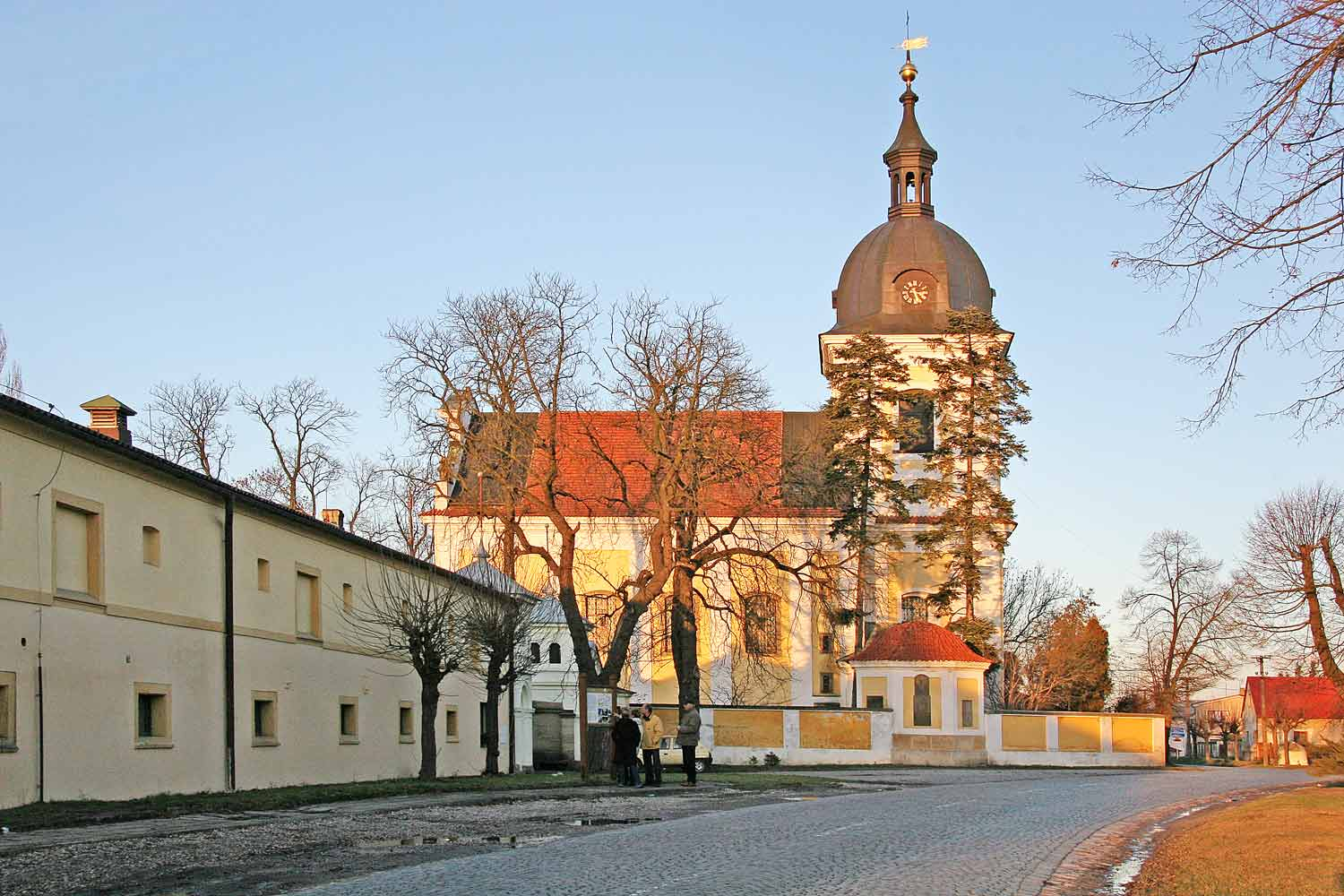
Dobřenice – kostel Sv. Klimenta
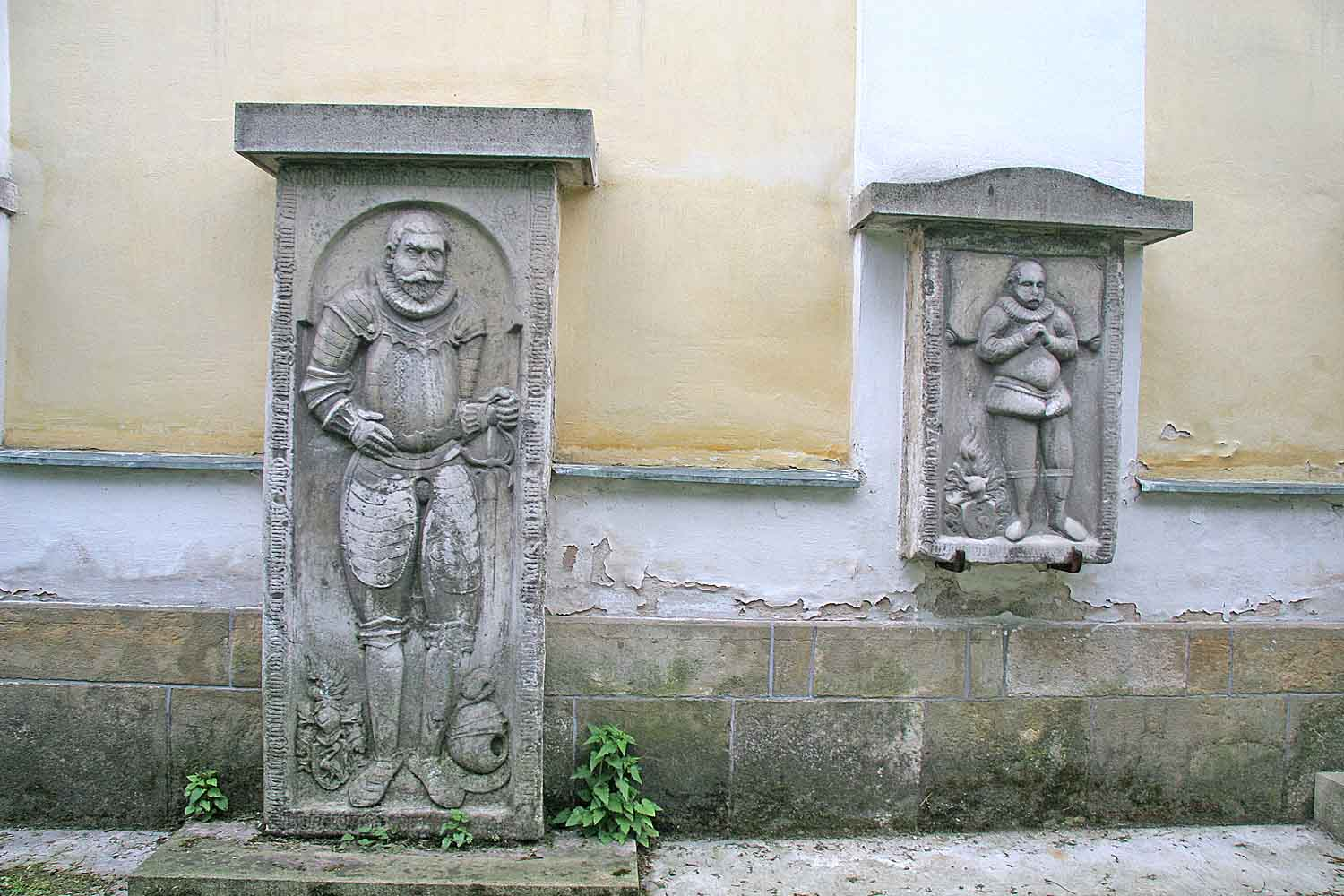
Renesanční náhrobky ve zdi kostela v Dobřenicích
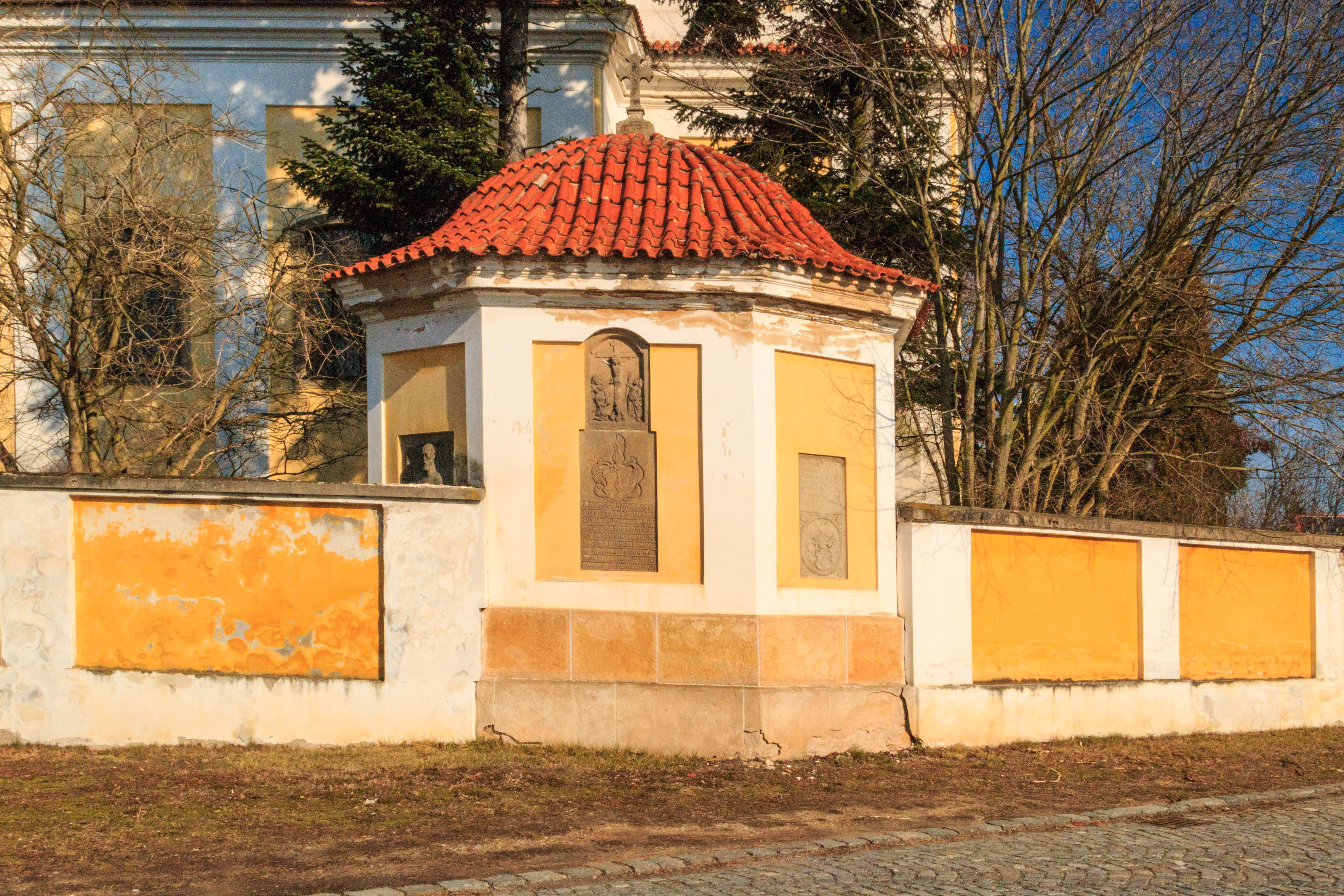
Kostel svatého Klimenta (Dobřenice) – márnice
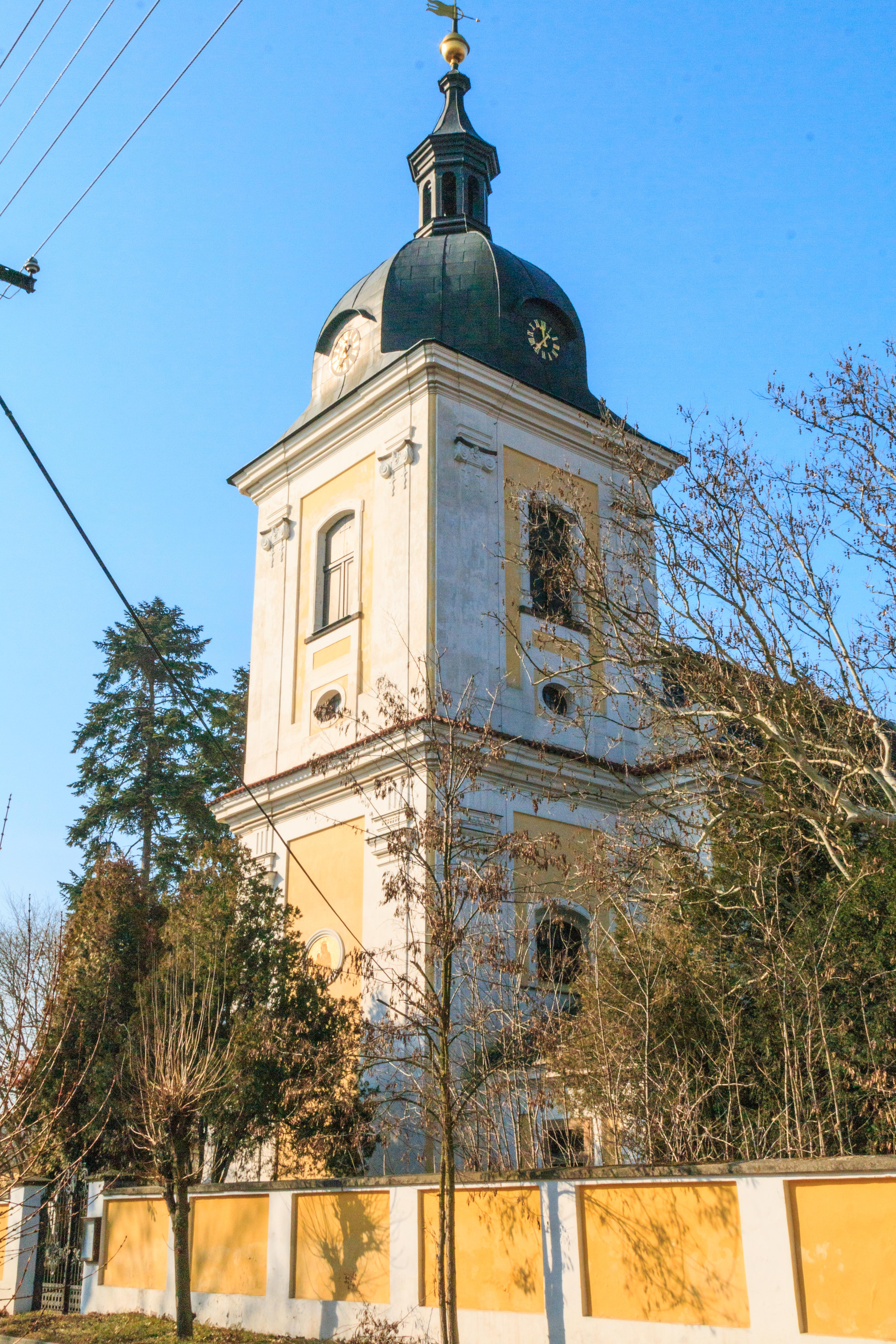
Kostel svatého Klimenta (Dobřenice) – věž